# Siegfried Cremer
Siegfried Cremer (* 24. Juni 1929 in Dortmund; † 15. Januar 2015 in Stuttgart) war ein bildender Künstler, Restaurator und Sammler.

## Leben
Nach seiner Ausbildung zum Bildhauer, Maler und Restaurator übernahm Cremer zum 1. April 1955 die Restaurierungswerkstatt im Kaiser Wilhelm Museum, die er bis 1964 leitete. Von 1964 bis 1977 leitete er die Restaurierungsateliers der Staatsgalerie Stuttgart, von 1977 bis 1994 war er Professor für Maltechnik an der Kunstakademie Düsseldorf.
Als Künstler schuf Siegfried Cremer ein ebenso umfangreiches wie vielgestaltiges Œuvre, das in über 50 Jahren kontinuierlich anwuchs. Es reicht von mobilen und kinetischen Objekten um 1960 (Kinetische Kunst) und reduzierte Setzungen in den 1970er Jahren über gestische Zufallsmalerei sowie Bilder und Skulpturen aus Fundstücken bis hin zu Papiercollagen, vorwiegend aus Kunstdrucken, denen er sich seit Mitte der 80er Jahre schwerpunktmäßig widmete.
Zwischen 1955 und 1974 trug Siegfried Cremer eine Sammlung von Werken der Kunst vor allem der 1960er-Jahre (ZERO, Fluxus, Nouveau Réalisme) zusammen (darunter auch ein Konvolut mit Arbeiten von Hermann Finsterlin), die teilweise an das Museum am Ostwall nach Dortmund ging, teilweise in die Stiftung Sammlung Cremer einfloss, die ihren Sitz im Landesmuseum Münster gefunden hat. Alle zwei bis vier Jahre verleiht die Stiftung den Cremer-Preis für Kunst im Geiste von Fluxus und Nouveau Réalisme (erstmals 2005).